# Рак лојнице
Рак лојнице или себацеом  (sebaceoma ili sebaceous epithelioma) је доброћудна новотворина или бенигна неоплазма базалоидних ћелија са различитим бројем зрелих себоцита. Ова неоплазма има много заједничких хистолошких карактеристика са трихокпитклиомом и цилиндромом, од којих су обе доброћуднер новотворине (бенигне неоплазме) аднексалног епитела, једна са фоликулоликом диференцијацијом, а друга са диференцијацијом налик на екрину. Себацеом је недавно признат ентитет, а термин се препоручује да замени, а не само да редефинише, оно што се раније називало лојним епителиомом.

## Терминологија
Себацеом је нови термин предложен за означавање карактеристичне доброђудне (бенигне) неоплазме аднексалног епитела са диференцијацијом према ћелијама лојнице. Он се користи да означи рак или тумор са > 50% базалоидних ћелија, а термин лојни аденом се користи за туморе са < 50% базалоидних ћелија.
Како епителиом лојнице, као термин, збуњује најбоље га је не користити, јер се епителиом лојнице може односити на нискостепени облик карцинома лојница, карцином базалних ћелија са диференцијацијом лојница или лојне пролиферације неизвесног потенцијала и стога није одговарајући термин.

## Епидемиологија
Себацеом се чашће јавља код жена него го мушкараца, са женско мушким односом 4:1,
Иако је распон година у којима се јавља широк, већина пацијената је од шесте до девете деценије.

## Етиологија
Неоплазме лојних жлезда као што су аденом, епителиом и карцином су ретки кожни тумори. Иако спорадична, њихова појава је клинички значајна због повезаности са Муир-Тореовим синдромом (МТС) -  реткој аутозомно доминантној генодерматози коју карактерише појава неоплазми лојних жлезда и/или кератоакантома повезана са висцералним малигнитетима који укључују гастроинтестинални и генитоуринарни карцином. МТС је обично резултат мутације заметне линије у једном или више гена за поправку неусклађености ДНК (MMR). MMR гени који су обично укључени укључују MSH-2 и MLH-1 и, недавно, MSH-6.

## Клиничка слика
Клиничка слика се карактерише:
Појава папула, чворова или израслина (тумора) жуте до наранџасте или боје меса
Најчешћом локализацијом промена на лицу и скалпу. 

## Дијагноза
Дијагноза се поставља анамнезом и дерматолошким прегледом.
Појава себацеома у регијама које нису на глави и врату треба да подстакне разматрање  Муир-Тореов синдром (код кога пацијенти поред карцинома дебелог црева или колона имају и епителиоме или себацеозне аденоме.
Муир-Тореов синдром, (МТС) се сматра фенотипском варијантом синдрома наследног неполипозног колоректалног карцинома узрокованог мутацијама заметне линије у једном алелу гена за поправку неподударности ДНК (MMR), најчешће MLH-1, MSH-2 и PMS2.
Муир-Тореов синдром (МТС) је повезан са лојном неоплазијом (најчешће лојним аденомом), колоректалним и другим висцералним аденокарциномима.
MSH2 је ген који најчешће мутира у Муир-Тореовом синдрому 
Ако постоји сумња на Муир-Тореов синдром  (лична или породична историја колоректалног карцинома,  или рака дојке; или старији пацијент са бројним неоплазмама лојница, посебно не на глави и врату), може се обавити даље тестирање на MMR IHC или микросателитску нестабилност, иако IHC не може направити разлику између губитка експресије MLH1 узрокованог мутацијом заметне линије од соматске хиперметилације - неке мутације заметне линије могу бити погрешно протумачене као нормалне од стране IHC, јер могу резултовати антигенски нетакнутим, али нефункционалним протеином.
Анализа микросателитске нестабилности (MSI) : изведена на фиксираном ткиву формалином, осетљивија је на откривање пацијената са ММР дефектима заметне линије него IHC
Резултати су или MSI-H (висок степен MSI) или MSI-L (низак степен MSI)
Анализа мутације заметне линије: геномско секвенцирање леукоцита у крви је пожељно да се идентификују мутације заметне линије у генима MLH1, MSH2, MSH6 и PMS2 - ако нема мутација заметне линије, али тумор показује недостатак MMR, може бити укљученост других MMR протеина, соматске мутације или хиперметилација промоторског региона.

## Диференцијална дијагноза
Карцином базалних ћелија са диференцијацијом лојница
Претежно показује периферну палисаду и формирање пукотина са случајном диференцијацијом лојнице
Бојење БерЕП4 је позитивно код карцинома базалних ћелија и негативно код себацеома
Аденом лојнице
Тумор са <50% базалоидних ћелија, за разлику од себацеома који има >50% базалоидних ћелија
Карцином лојнице
Има више нуклеарног плеоморфизма, нуклеоларну истакнутост и митотичку активност од себацеома, инфилтративни образац раста
Трихобластом са диференцијацијом лојнице
Карактерише се фокусним диференцијацијом косе и папиларним мезенхимским телима.

## Терапија
Када се дијагноза постави, обично није потребно даље лечење
Међутим, треба размотрити потпуну ексцизију израслине ако је тумор само делимично биопсиран или постоји сумња на карцином базалних ћелија са диференцијацијом лојнице или карцином лојнице.

## Прогноза
Прогнозе спорадичних себацеома је добра када нису повезани са Муир-Тореовим синдромом (МТС).
Губитак нуклеарног бојења за MLH1, MSH2, MSH6 и PMS2 сугерише микросателитску нестабилност (MSI) и подржава дијагнозу Муир-Тореовог синдрома.
Мутације у MSH1  и MSH2  имају најтежи ефекат, производећи високофреквентни MSI фенотип
Када је MSH2 дефицитаран, обично је и MSH6 , јер протеински производи MSH2 и MSH6  формирају хетеродимер фактор препознавања ММР
МСХ6 је нестабилан без MSH2  и брзо се разграђује.